# أسامة بن حسين
أسامة بن حسين (من مواليد 1983 بقسنطينة) هو مؤلف وكاتب سيناريو جزائري.

## السيرة الذاتية
تلقى أسامة بن حسين عدة دورات تدريبية في ورش كتابة السيناريو وعلى رأسها "Coté Courts Bejaia" و Meditalents في ورزازات ، المغرب. ؛ أشرف على العديد من ورش العمل الدرامي والسيناريو في المنستير في تونس وجيجل في الجزائر لأكاديمية "جيل الترجيح".
فائز في مسابقة السيناريو التي نظمتها مؤسسة الدوحة للأفلام عام 2012 ، قسم الفيلم القصير بفيلم 7 كيلومترات ، حصل هذا السيناريو نفسه على منحة كتابية أخرى من CNC (فرنسا) في عام 2018 والذي سيُشرف على إخراجه رفقة الفيلم "زهرة الصحراء"

## فيلموغرافيا

### مسلسلات تلفزيونية
- 2008-2011 _ : جمعي فاميلي (سيت كوم ، 3 مواسم ، التلفزيون الجزائري).
- 2012 - 2014 : Camera Café Dz (سيت كوم "Salakli qahwa" ، موسمان ، التلفزيون الجزائري)
- 2015 : كي النسا كي الرجال (سيت كوم ، التلفزيون الجزائري)
- 2015 : مدام شيبانيا (سيت كوم ، التلفزيون الجزائري)
- 2016 : العائلة (سلسلة الويب)
- 2017 : ماشي ساهل (مسلسل تلفزيوني ، التلفزيون الجزائري)
- 2021 : عين الجنة (مسلسل تلفزيوني جزائري).

### عروض تلفزيونية
- 2010 : واش داني (الكاميرا الخفية ، التلفزيون الجزائري).
- 2013 : ناس الخير عين مليلة (تقرير تلفزيوني ، إنتاج ، قناة اندكس)
- 2016 : كي حنا كي الناس (قسم Zvitis ، تلفزيون KBC)

### آحر
- 2008 : Nedjmax و Nadjma Unlimited (مواقع إعلانية لـ Ooredoo ، نجمة سابقة)
- 2009 : بلادي يا بلادي (فيديو كليب مع باعزيز )
- 2013 : عرض سيارة كليو 4 (فيلم لشركة Ets Renault عين مليلة)

### سينما
- 2023 : مشروع الرجل المقدس (إخراج ، وثائقي ، تونس)
- 2023 : زهرة الصحرا (سيناريو وإخراج ، فيلم قصير، انتاج CADC)